# État de Bendel
Pour les articles homonymes, voir Bendel.
L'État de Bendel est une ancienne division administrative du Nigeria dénommée région Midwest de 1963 à 1976, puis sous ce nom de 1976 à 1991.

## Histoire
Cet État est formé en juin 1963 des provinces du Benin et du Delta (en) de l'État de l'Ouest (en) et sa capitale est Benin City. Il est requalifié en province en 1966 puis devient un État fédéré en 1967, avec la même étendue territoriale quand les autres provinces ont été découpées en plusieurs États.
Durant la guerre du Biafra, les forces du Biafra envahissent le nouvel État du Mid-West, en route vers Lagos, dans une tentative de forcer une issue rapide à la guerre. Alors sous occupation par le Biafra, l'État est déclaré république du Bénin. Alors que les forces du Nigeria reprennent la région, la république s'effondre un jour à peine après la déclaration que les troupes nigérianes ont pris Benin City.
En 1991 l'État de Bendel est divisé en l'État du Delta et l'État d'Edo.